# کیرتلند آی. پرکی
کیرتلند آی. پرکی (به انگلیسی: Kirtland I. Perky) سناتور سابق عضو حزب دموکرات ایالات متحده آمریکا بود. وی در سال ۱۹۱۲ تا ۱۹۱۳ میلادی سناتور ایالت آیداهو در سنای ایالات متحده آمریکا بود.